# Cathedral Hill

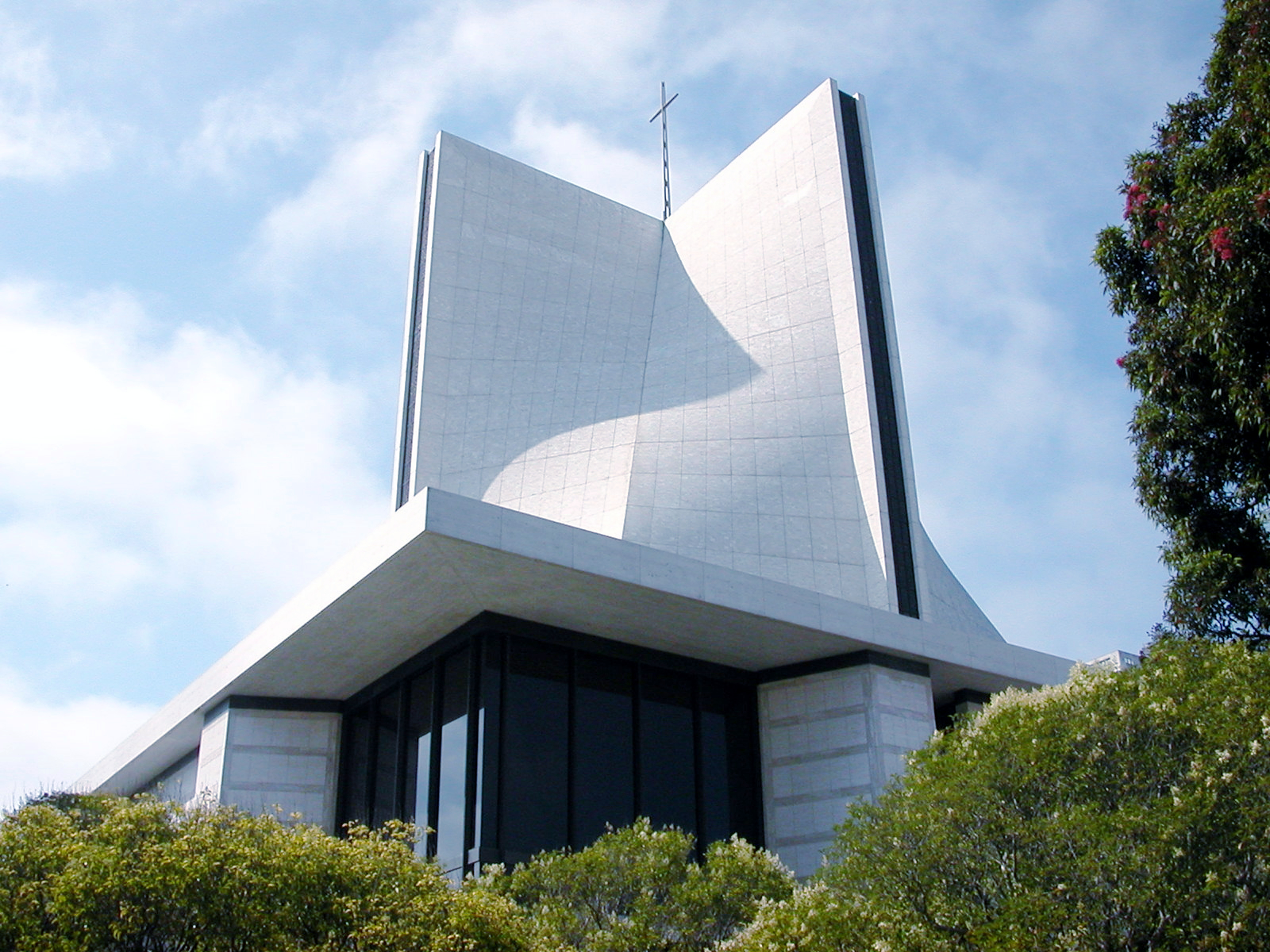
La Catedral de Santa María, principal atracción del barrio.

Cathedral Hill es un barrio de San Francisco (California). Limita al norte con Post Street, al este con Van Ness Avenue, al sur con Eddy Street y al oeste con Laguna Street.
El barrio se centra alrededor de la Catedral de Santa María, en la esquina de Geary Street y Gough Street. Está formado por condominios y grandes torres de apartamentos, con numerosas iglesias construidas sobre la colina, como la Catedral de Santa María, la Iglesia Luterana de San Marcos, la San Francisco's First Unitary Church y la Iglesia Bautista de Hamilton.
La Sacred Heart Preparatory Cathedral se encuentra dentro del barrio.